# DX Century Club
DX Century Club lub DXCC – dyplom oraz zarejestrowany znak towarowy (trademark) Amerykańskiego Związku Krótkofalowców – ARRL – American Radio Relay League. Dyplom jest dostępny dla krótkofalowców na całym świecie. 
Dyplom nadawany jest tym radiooperatorom, którzy przeprowadzili kompletną łączność (dwustronna wymiana) z innymi radiostacjami położonymi w co najmniej 100 różnych krajach według listy DXCC. Lista ta nie zawsze pokrywa się z podziałem terytorialnym w rozumieniu państwa – np. oddzielnym krajem według listy DXCC jest Athos, a USA to 15 oddzielnych krajów.  
Przyznawane są także dalsze stopnie wyróżnienia: DXCC Honor Roll (za łączność z co najmniej 330 krajami z listy DXCC) oraz DXCC #1 Honor Roll (za łączność ze wszystkimi krajami z aktualnej listy). 

## Podstawowe dyplomy
DXCC posiada 16 rodzajów dyplomów, każdy zdobywany jest w ten sam sposób: przez przedstawienie dowodu dwustronnej łączności radiowej (QSL) przeprowadzonej na odpowiednim paśmie radiowym lub używając odpowiedniego rodzaju emisji wymaganych w przepisach.
Wyróżnia się następujące dyplomy:
- Za rodzaj emisji:
  - Mixed (mieszana - dowolna kombinacja rodzajów emisji);
  - Phone (SSB, FM);
  - CW (telegrafia);
  - RTTY (dalekopis)
  - Satellite (satelita; zobacz OSCAR).
- Za pasma: 160 m, 80 m, 40 m, 30 m, 20 m, 17 m, 15 m, 12 m, 10 m, 6 m, 2 m.

### Przykłady dyplomów
- Za emisję: Phone, RTTY, Satellite.
- Za pasma: 160 m, 6 m, 2 m.

## Uzupełnienia
Po osiągnięciu poziomu 100 krajów, dostępne są uznania (nalepki) (endorsements) za każde kolejne 50 krajów zrobionych i potwierdzonych. Jeśli posiadacz dyplomu jest coraz bliższy "zrobienia wszystkich krajów", dostaje coraz mniej nalepek.
Szczytowym osiągnięciem jest zdobycie tytułu DXCC Honor Roll, przyznawanego tym, którzy zrobili wszystkie lub prawie wszystkie kraje.

## 5-band DXCC
Dyplom 5-band DXCC przyznawany jest krótkofalowcom, którzy pomyślnie przeprowadzili i potwierdzili kompletną, dwustronną łączność ze 100 albo więcej krajami z aktualnej listy DXCC na każdym z pięciu podstawowych pasm radiowych (80 m, 40 m, 20 m, 15 m  i 10 m).
Nalepki (endorsements) przyznawane są za zrobienie i potwierdzenie 100 albo więcej krajów z aktualnej listy DXCC na którymś z pasm dodatkowych (160 m, 30 m, 17 m, 12 m, 6 m lub 2 m).
Można zakupić również plakietkę 5-band DXCC.

## DXCC Honor Roll
Krótkofalowcy, którzy potwierdzili łączność z 330 albo więcej krajami według listy DXCC są nominowani do wyróżnienia DXCC Honor Roll. Zakwalifikowani do Honor Roll otrzymują nalepkę na ich dyplomy DXCC i są upoważnieni do noszenia odznaki oraz plakietki. 
Wyróżnienie Honor Roll za rodzaj emisji obejmuje Mixed, Phone, CW i RTTY.

## DXCC #1 Honor Roll
Krótkofalowcy, którzy potwierdzili łączność ze wszystkimi (teraz 338) krajami według aktualnej listy DXCC są nominowani do wyróżnienia DXCC #1 Honor Roll.
Zakwalifikowani do #1 Honor Roll otrzymują nalepkę na ich dyplomy DXCC  i są upoważnieni do noszenia odznaki] oraz plakietki.
Wyróżnienie #1 Honor Roll za rodzaj emisji obejmuje Mixed, Phone, CW i RTTY.

## DXCC Challenge
Dyplom DXCC Challenge przyznawany jest radioamatorom, którzy nawiązali łączność w sumie z co najmniej tysiącem krajów z aktualnej listy DXCC na dowolnych pasmach od 160 do 6 metrów. Pod koniec każdego roku, krótkofalowiec z najwyższą ilością łączności nagradzany jest pucharem Desoto Cup upamiętniającym Clintona B. DeSoto - W1CBD, który w roku 1935, w czasopiśmie QST napisał artykuł powołujący do życia program DXCC. Srebrne i brązowe medale przyznawane są za drugie i trzecie miejsce każdego roku. Złoty medal przyznawany jest zwycięzcy, który wygrał Desoto Cup w roku poprzednim.

## QRPDXCC
Dyplom QRP DXCC przyznawany jest radioamatorom, którzy zrobili przynajmniej 100 krajów z aktualnej listy DXCC używając nadajnika z mocą nie przekraczającą 5W. Zaliczane są łączności zrobione w dowolnym czasie w przeszłości, karty QSL nie są wymagane.

### Milliwatt DXCC
Dyplom przyznawany na zasadach QRP DXCC, jednak dla amatorów, którzy używają nadajnika z mocą nie przekraczającą 1 W.

## Satellite DXCC
Dyplom Satellite DXCC przyznawany jest radioamatorom, którzy zrobili przynajmniej 100 krajów DXCC przez amatorskiego satelitę.